# Akram El Hadi Salim
Akram El Hadi Salim (27 de fevereiro de 1987) é um futebolista sudanês que atua como goleiro.

## Carreira
Akram El Hadi Salim representou o elenco da Seleção Sudanesa de Futebol no Campeonato Africano das Nações de 2012.